# NME2
Нуклеозидная дифосфаткиназа B — фермент, кодируемый у человека геном NMe2.

## Функция
Нуклеозидные дифосфаткиназы (NDK) существуют в виде гексамеров, состоящих из 'A' (кодируемого NME1) и 'B' (кодируемого этим геном) изоформ. Были найдены для этого гена несколько вариантов транскриптов альтернативного сплайсинга, кодирующих одни и те же изоформы. Совместные транскрипции этого гена и соседнего, расположенного выше, гена (NME1) формируют обычно встречающиеся транскрипты (NME1-NMe2), которые кодируют слитый белок, состоящий из идентичных последовательностей каждого отдельного продукта гена.

## Взаимодействия
NME2, как было выявлено, взаимодействует с NME3 и HERC5.